# Alba Gaïa Bellugi
Alba Gaïa Kraghede Bellugi (Parigi, 5 marzo 1995) è un'attrice francese, di origini italo-danesi.

## Biografia
Ha iniziato la sua carriera di attrice al Theâtre du Soleil con Ariane Mnouchkine. A 10 anni ha partecipato ai film Il tempo che resta e Je m'appelle Elisabeth. Residente a Parigi, parla tre lingue: oltre al francese, anche italiano e danese. Pratica la danza e suona il pianoforte. È la figlia di Duccio Bellugi, attore teatrale, e nipote del musicista fiorentino Piero Bellugi.

## Filmografia

### Cinema
- Il tempo che resta (Le Temps qui reste), regia di François Ozon (2005)
- Je m'appelle Elisabeth, regia di Jean-Pierre Améris (2006)
- La Robe du soir, regia di Myriam Aziza (2010)
- Quasi amici - Intouchables (Intouchables), regia di Olivier Nakache e Éric Toledano (2011)
- Thérèse Desqueyroux, regia di Claude Miller (2012)
- Desolèe pour hier soir, regia di Hortense Gélinet (2013)
- Une histoire banale, regia di Audrey Estrougo (2013)
- Aimer, boire et chanter, regia di Alain Resnais (2014)
- La stoffa dei sogni, regia di Gianfranco Cabiddu (2016)
- Inexorable, regia di Fabrice Du Welz (2021)
- Maldoror, regia di Fabrice Du Welz (2024)

### Televisione
- Trois fois Manon - miniserie televisiva (2014)
- Le Bureau - Sotto copertura - serie TV, 15 episodi (2015)
- Manon 20 ans - miniserie televisiva (2016)
- Une île - miniserie televisiva (2019-2020)
- Into the Night - serie TV (2020)
- The Swarm - Il quinto giorno – serie TV (2023)

## Doppiatrici italiane
Nelle versioni italiane dei suoi film, Alba Gaia Bellugi è stata doppiata da:
- Valentina Favazza in Quasi amici - Intouchables
- Giulia Tarquini in Le Bureau - Sotto copertura
- Ludovica Bebi in Into The Night

## Teatro
- Le Dernier Caravansérail (2003)
- Les Épheméres (2008)